# Riedelia insignis
Riedelia insignis là một loài thực vật có hoa trong họ Gừng. Loài này được Otto Warburg miêu tả khoa học đầu tiên năm 1891 như là loài duy nhất của chi Naumannia. Năm 1897, Karl Moritz Schumann coi Naumannia như là đồng nghĩa của Riedelia, nhưng không tạo ra tên gọi tổ hợp mới thay cho Naumannia insignis. Năm 1901, Schumann tạo ra tổ hợp tên gọi mới là Riedelia insignis.

## Phân bố
Loài này được tìm thấy ở cao độ 900 m tại Sattelberg gần Finschhafen, trên đường tới Sahang, sông Ramu, dãy núi Bismarck; trên bán đảo Huon, thuộc tỉnh Morobe ở đông bắc Papua New Guinea.